# Cisticola rufilatus
El cistícola gris (Cisticola rufilatus) es una especie de ave paseriforme de la familia Cisticolidae propia del África austral.

## Distribución y hábitat
Se encuentra en Angola, Botsuana, Gabón, Malaui, Namibia, República del Congo, el sur República Democrática del Congo, Sudáfrica, Zambia y Zimbabue. Su hábitat natural son las sabana secas.